# Square Brancion
Le square Brancion est une voie du 15e arrondissement de Paris, en France.

## Situation et accès
Le square Brancion est une voie située dans le 15e arrondissement de Paris. Il débute au 88, avenue Albert-Bartholomé et se termine en impasse.

## Origine du nom

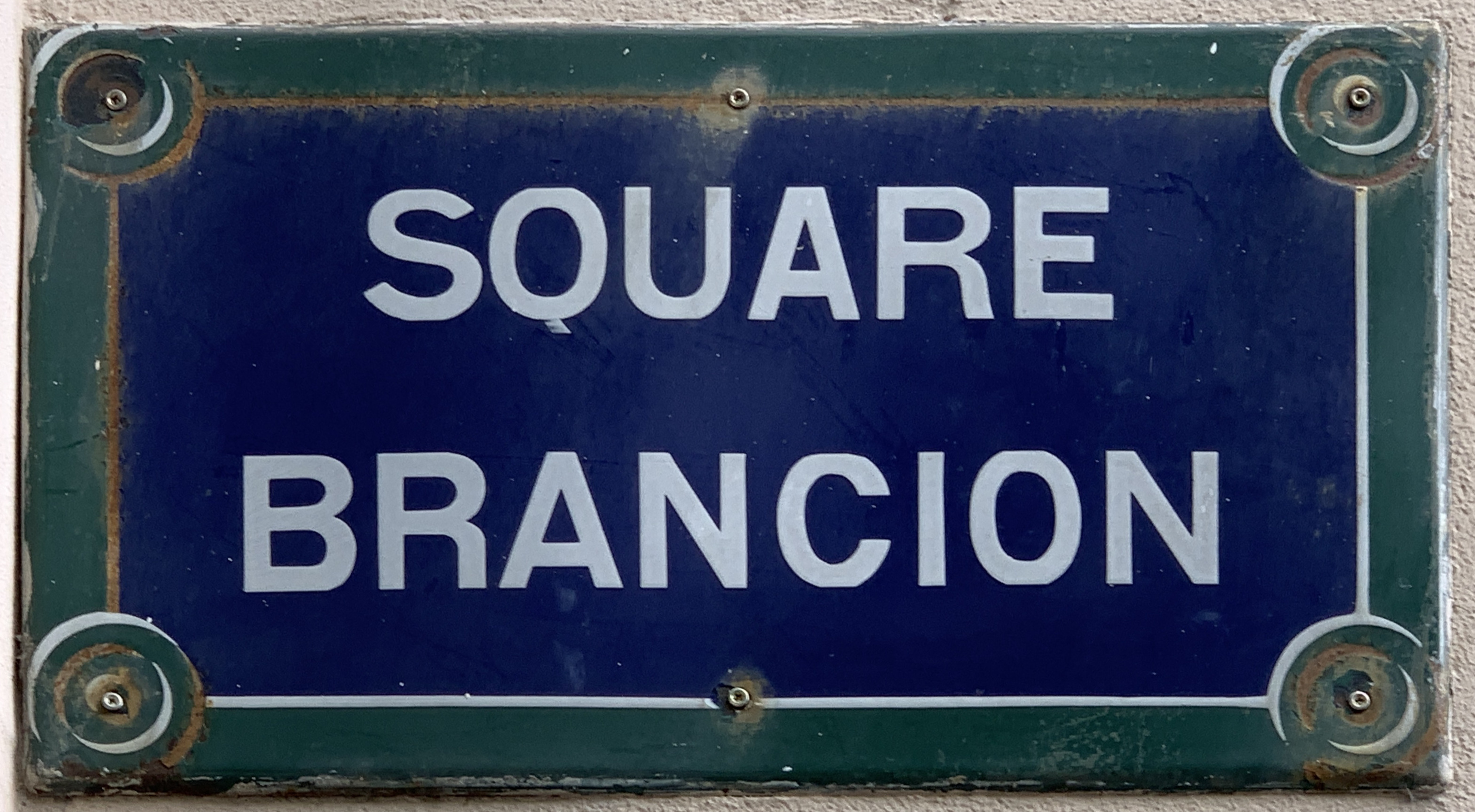
Plaque du square.

Le square reprend  le nom de la porte Brancion en raison de sa proximité avec cette dernière.

## Historique
Le square est créé en 1957.